# Michael Blodgett
Pour les articles homonymes, voir Blodgett.
Michael Blodgett, né le 26 septembre 1939 à Minneapolis dans le Minnesota et mort le 14 novembre 2007 à Los Angeles en Californie, est un acteur, scénariste et romancier américain. Parmi ses nombreuses apparitions au cinéma et à la télévision, il est connu pour son rôle de gigolo dans le film de sexploitation La Vallée des plaisirs (Beyond the Valley of the Dolls) de Russ Meyer en 1970. Comme scénariste, il signe sept scénarios, dont ceux des comédies Assistance à femme en danger (Rent-a-Cop) de Jerry London et Turner et Hooch (Turner & Hooch) de Roger Spottiswoode. Il a également publié trois romans, dont le best-seller Captain Blood.

## Biographie
Il naît à Minneapolis dans le Minnesota en 1939. Il suit les cours de l'université du Minnesota avant de s'installer à Los Angeles. Dans la cité des anges, il étudie les sciences politiques à l'université d'État de Californie à Los Angeles et le droit à la Loyola Law School (en) pendant une année avant de se tourner vers le métier d'acteur.
Il débute au cinéma en 1963 avec un rôle de figuration dans la comédie Ah ! Si papa savait ça (Take Her, She's Mine) d'Henry Koster. Il enchaîne ensuite les apparitions dans des épisodes de séries télévisées. En 1967, il obtient son premier rôle important au cinéma, celui d'un soldat de l'armée américaine dans le western Quarante fusils manquent à l'appel (40 Guns to Apache Pass) de William Witney aux côtés d'Audie Murphy, Michael Burns (en) et Kenneth Tobey. Au cours de l'été 1967, il est le maître de cérémonie de l'émission de danse The Groovy Show sur la chaîne KHJ-TV. Il anime l'année suivante sa propre émission, The Michael Blodgett Show, sur KTTV. 
Il revient au cinéma en 1970 avec un rôle de gigolo dans le film de sexploitation La Vallée des Plaisirs (Beyond the Valley of the Dolls) de Russ Meyer. Il joue aux côtés de Kirk Douglas et d'Henry Fonda dans le western Le Reptile (There was a crooked Man…) de Joseph L. Mankiewicz et tient l'année suivante le premier rôle du film d'horreur à petit budget The Velvet Vampire de Stephanie Rothman. Il obtient ensuite des roles secondaires pour Blake Edwards, Robert Butler et Lamar Card (en) et continue à apparaître comme invité dans des épisodes de séries télévisées.
Mécontent des propositions de rôles qui lui sont faites, il quitte le métier d'acteur pour celui de scénariste et de romancier. Il publie en 1982 son premier roman, le thriller humoristique Captain Blood qui est suivi par un deuxième thriller, Hero and the Terror et un troisième, The White Raven, publié en 1986.
En collaboration avec Dennis Shryack, il signe en 1987 le scénario de la comédie policière Assistance à femme en danger (Rent-a-Cop) de Jerry London avec Burt Reynolds et Liza Minnelli. Il adapte ensuite seul son roman Hero and the Terror pour William Tannen qui réalise le thriller Héros (Hero and the Terror) avec Chuck Norris. Reprenant sa collaboration avec Shyrack, il signe la comédie policière Turner et Hooch (Turner & Hooch) de Roger Spottiswoode avec la vedette montante Tom Hanks et le thriller d'action Run de Geoff Burrowes (en) avec Patrick Dempsey et Kelly Preston. En 1998, il livre son dernier travail de scénariste en adaptant son roman The White Raven pour Andrew Stevens.
Il décède en 2007 à Los Angeles à l'âge de 68 ans. Il est enterré au Forest Lawn Memorial Park.

## Filmographie

### Comme acteur

#### Au cinéma
- 1963 : Ah ! Si papa savait ça (Take Her, She's Mine) d'Henry Koster
- 1965 : A Swingin' Summer de Robert Sparr
- 1967 : Quarante fusils manquent à l'appel (40 Guns to Apache Pass) de William Witney
- 1967 : Catalina Caper de Lee Sholem
- 1967 : The Trip de Roger Corman
- 1970 : La Vallée des plaisirs (Beyond the Valley of the Dolls) de Russ Meyer
- 1970 : Le Reptile (There was a crooked Man…) de Joseph L. Mankiewicz
- 1971 : The Velvet Vampire de Stephanie Rothman
- 1972 : Opération clandestine (The Carey Treatment) de Blake Edwards
- 1974 : Haute Tension (The Ultimate Thrill) de Robert Butler
- 1978 : The Disco Fever de Lamar Card (en)

#### A la télévision

##### Séries télévisées
- 1964 : Sur le pont, la marine ! (McHale's Navy), un épisode
- 1964 : Haute Tension (Kraft Suspense Theatre), un épisode
- 1964 : Suspicion (Suspicion), deux épisodes
- 1965 : Karen, un épisode
- 1965 : Never Too Young, un épisode
- 1966 : Les Monstres (The Munsters), un épisode
- 1967 : Daniel Boone, deux épisodes
- 1967 : Bonanza, un épisode
- 1970 : Cher oncle Bill (Family Affair), deux épisodes
- 1970 : To Rome with Love, un épisode
- 1970 : Night Gallery, un épisode
- 1971 : L'Homme de fer (Ironside), un épisode
- 1971 : Docteur Marcus Welby (Marcus Welby, M.D.), un épisode
- 1973 : Barnaby Jones, un épisode
- 1975 : La Côte sauvage (Barbary Coast), un épisode
- 1976 : Electra Woman and Dyna Girl, deux épisodes

##### Téléfilm
- 1966 : Man in the Square Suit de Jeffrey Hayden
- 1966 : Meet Me in St. Louis de Jean Yarbrough

### Comme auteur adapté ou scénariste

#### Au cinéma
- 1987 : Assistance à femme en danger (Rent-a-Cop) de Jerry London
- 1988 : Héros (Hero and the Terror) de William Tannen
- 1989 : Turner et Hooch (Turner & Hooch) de Roger Spottiswoode
- 1991 : Run de Geoff Burrowes (en)
- 1998 : Le Solitaire (The White Raven) d'Andrew Stevens et Jakub Rucinski

#### A la télévision

##### Téléfilms
- 1990 : Poochinski de Will MacKenzie
- 1992 : Revenge of the Highway de Craig R. Baxley

## Œuvres littéraires

### Romans
- Captain Blood (1982) Publié en français sous le titre Captain Blood, traduction de Jean-Paul Gratias, Paris, Terrain vague-Losfeld, coll. « Bibliothèque de l'insolite », 1989 ; réédition Paris, Payot & Rivages, coll. « Rivages/Noir » no 185, 1994
- Hero and the Terror (1982)
- The White Raven (1986)

## Source
- (en) Harris M. Lentz, Obituaries in the Performing Arts, 2007 : Film, Television, Radio, Theatre, Dance, Music, Cartoons and Pop Culture, Jefferson, McFarland, 2007, 436 p. (ISBN 978-0-7864-5191-3), p. 38.